# Парламентські вибори в Норвегії 1993

Розподіл мандатів після норвезьких парламентських виборів 1993 року:
Червоний виборчий альянс
Соціалістична ліва партія
Робітнича партія
Партія центру
Християнські демократи
Ліберальна партія
Консервативна партія
Партія прогресу

Парламентські вибори в Норвегії 1993 — вибори у парламент Норвегії, проведені в Норвегії 12 і 13 вересня 1993.
Це були перші в Європі вибори, де дві найбільші партії висунули кандидатом на посаду прем'єр-міністра жінку, і перші вибори в історії, коли всі три найбільші партії висунули таким кандидатом жінку. Робітнича партія залишилася найбільшою партією в парламенті Норвегії, здобувши 67 із 165 місць.

## Результати
| Партія                           | Лідер | Лідер                 | Голоси  | Відсоток | Місця | +/-   |
| -------------------------------- | ----- | --------------------- | ------- | -------- | ----- | ----- |
| Норвезька робітнича партія       |       | Ґру Гарлем Брундтланд | 908 724 | 36,9     | 67    | +4    |
| Консервативна партія             |       | Касі Кулман Фіве      | 419 373 | 17,0     | 28    | –9    |
| Партія центру                    |       | Анне Енгер Ланстейн   | 412 187 | 16,7     | 32    | +21   |
| Соціалістична ліва партія        |       | Ерік Солгейм          | 194 633 | 7,9      | 13    | –4    |
| Християнсько-демократична партія |       | Х'єль Магне Бунневік  | 193 885 | 7,9      | 13    | –1    |
| Партія прогресу                  |       | Карл І. Гаген         | 154 497 | 6,3      | 10    | –12   |
| Ліберальна партія                |       | Одд Ейнар Дерум       | 88 985  | 3,6      | 1     | +1    |
| Червоний виборчий альянс         |       | Аксель Нерстад        | 26 360  | 1,1      | 1     | новий |